# کیسوارانی کاسا
کیسوارانی کاسا (به اسپانیایی: Kiswarani Q'asa) یک کوه در پرو است که در Peru, Cusco Region, Espinar Province واقع شده‌است. کیسوارانی کاسا ۴٬۸۶۲٫۸ متر بالاتر از سطح دریا واقع شده‌است.